# Wierumerschouw
Wierumerschouw (Gronings: Wierumerschol) is een gehucht aan het Reitdiep in de gemeente Westerkwartier in de Nederlandse provincie Groningen. De meeste huizen liggen aan de kant van Zuidhorn. Het Pieterpad loopt door Wierumerschouw.
Wierum is een wierde iets ten zuiden van Wierumerschouw. Een schouw (in de volksmond scholle) is de gewestelijke naam voor een kleine (roei)boot, die ook werd gebruikt als overzet of voetveer.

## Geschiedenis
Wierumerschouw is gelegen aan een van de oudste wegen van Groningen, de weg van het klooster van Aduard naar het uiterhuis de Rodeschool bij Bedum. Een gedeelte van deze weg, tussen Adorp en Bedum heeft nog de naam Munnekeweg (= monnikenweg). In de 13e eeuw werd de dijk aangelegd bij Wierumerschouw. Nadat het Reitdiep was gegraven tussen Donghorn (bij Kostverloren) en Dorkwerd werd in 1385 een meander van de Hunze afgedamd (Selwerderdiepje) en met een rak langs Wierumerschouw getrokken. Vroeger stond Wierumerschouw bekend als Wasingehuis. Het vormde eerst eigendom van het Klooster van Aduard en na de reductie eigendom van de stad. In 1769 verkocht deze het Wasingehuis en het erbij behorende recht om de scholle (voetveer) over het Reitdiep te bedienen. Het onderhoud van de scholle kwam ten laste van de provincie, ook na 1769. De bebouwing rond de brug heette begin 19e eeuw Wierum en viel binnen de grenzen van het kerspel rond de wierde Wierum ("Wierum ten westen van het Reitdiep"), maar in de loop van de 19e eeuw veranderde deze naam in Wierumerschouw. In de tweede helft van de 19e eeuw lag er een steen- en pannenbakkerij ten westen van Wierum aan het Aduarderdiep.
In 1887 werd in plaats van het veer een draaibrug gebouwd, die ook de naam Wierumerschouw kreeg. Het veer werd toen verkocht aan Café Hammingh in Garnwerd. De eigenaar van het voetveer werd daarop brugwachter. De Scholleweg verwijst nog naar het veer. Verderop gaat deze weg over in de Doodelaan, een vroegere doodweg waaroverheen vroeger doden naar de kerkhoven van Oostum en Wierum werden gebracht.
Tijdens de Tweede Wereldoorlog werd op 20 november 1944 bij Wierumerschouw Nanne Luikinga doodgeschoten door een Duitser van de Grüne Polizei. Schippersvrouw Katharina Boontjes had in dat jaar onderdak gekregen in het café aan westzijde van het Reitdiep. Toen de Canadezen oprukten naar Wierumerschouw bliezen de Duitsers aldaar de draaibrug op en verschansten zich aan oostzijde van het Reitdiep. Op 13 april 1945 verscheen een Canadese patrouille aan westzijde van het Reitdiep, die de burgers probeerde te evacueren. Katharina Boontjes werd daarop geraakt door Duits geweervuur nadat de Canadezen deze evacueerden. De Duitse zijde bemerkte daarop dat ze op ongewapende burgers had geschoten en bood haar hulp aan. Katharina was niet zwaargewond geraakt, maar liep een bloedvergiftiging op in het ziekenhuis en overleed op 5 mei 1945. De namen van Luikinga en Boontjes staan vermeld op het oorlogsmonument van Aduard.
In de 19e eeuw en 20e eeuw lag Wierumerschouw in drie gemeenten; Ezinge in het noordwesten, Aduard in het zuidwesten en Adorp in het noorden. In 1990 werden Aduard en Zuidhorn samengevoegd tot Zuidhorn en Adorp werd bij Winsum gevoegd. Sindsdien is de driedeling alleen nog zichtbaar in de postcodeaanduiding van de drie dorpen.

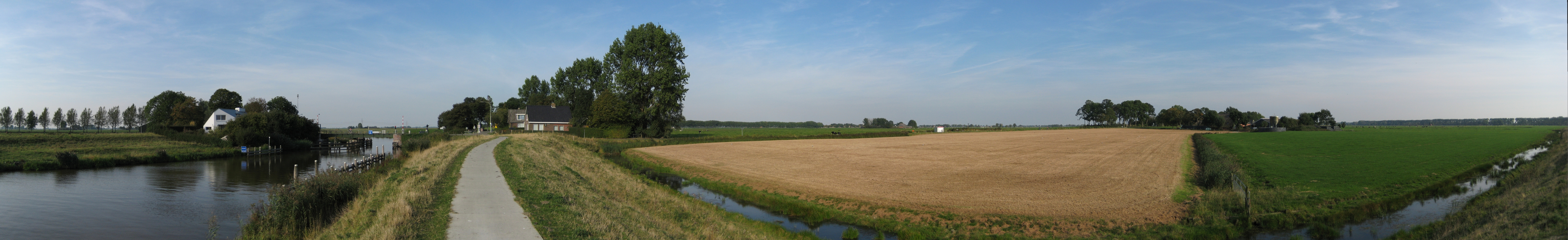
Zicht op Wierumerschouw met rechts de wierde Wierum (2009)

## Bebouwing
Met de aanleg van de draaibrug werd de brugwachter gehuisvest in een witte brugwachterswoning op de dijk, dat in de 20e eeuw wegens bouwvalligheid werd afgebroken en vervangen door een nieuw huisje.
Naast de dijk staat een voormalige boerderij met een café en een doorrit. Het voorhuis van de boerderij werd later verbouwd. Eind 20e eeuw werd de boerderij verbouwd tot paardenhouderij. Aan de Scholleweg staan een oude  beurtschipperswoning (met scheepssloperij) twee voormalige arbeidershuisjes en een voormalige boerderij.
Iets ten westen van het gehucht staat het het landhuis Dageraad uit 1890, dat deels de vorm heeft van een schip. Het werd gebouwd in opdracht van de Veendammer reder B.H. Krans en ontworpen door de Veendammer architect G.T. Bos. In de voorgevel prijkt het wapen van Veendam-Wildervank. Bij een storm tijdens de Tweede Wereldoorlog stortte de achterzijde van het huis in. Dit deel werd later herbouwd, maar niet meer in de vorm van een schip. Schuin tegenover dit huis ligt aan de andere zijde van de Wierumerschouwsterweg een wierde uit de late ijzertijd tot late middeleeuwen met een hoogte van 2,18 meter boven NAP.
Bij het gehucht ligt aan oostzijde van het Reitdiep een eco-duiker onder de Paddepoelsterweg en Wierumerschouwsterweg door.

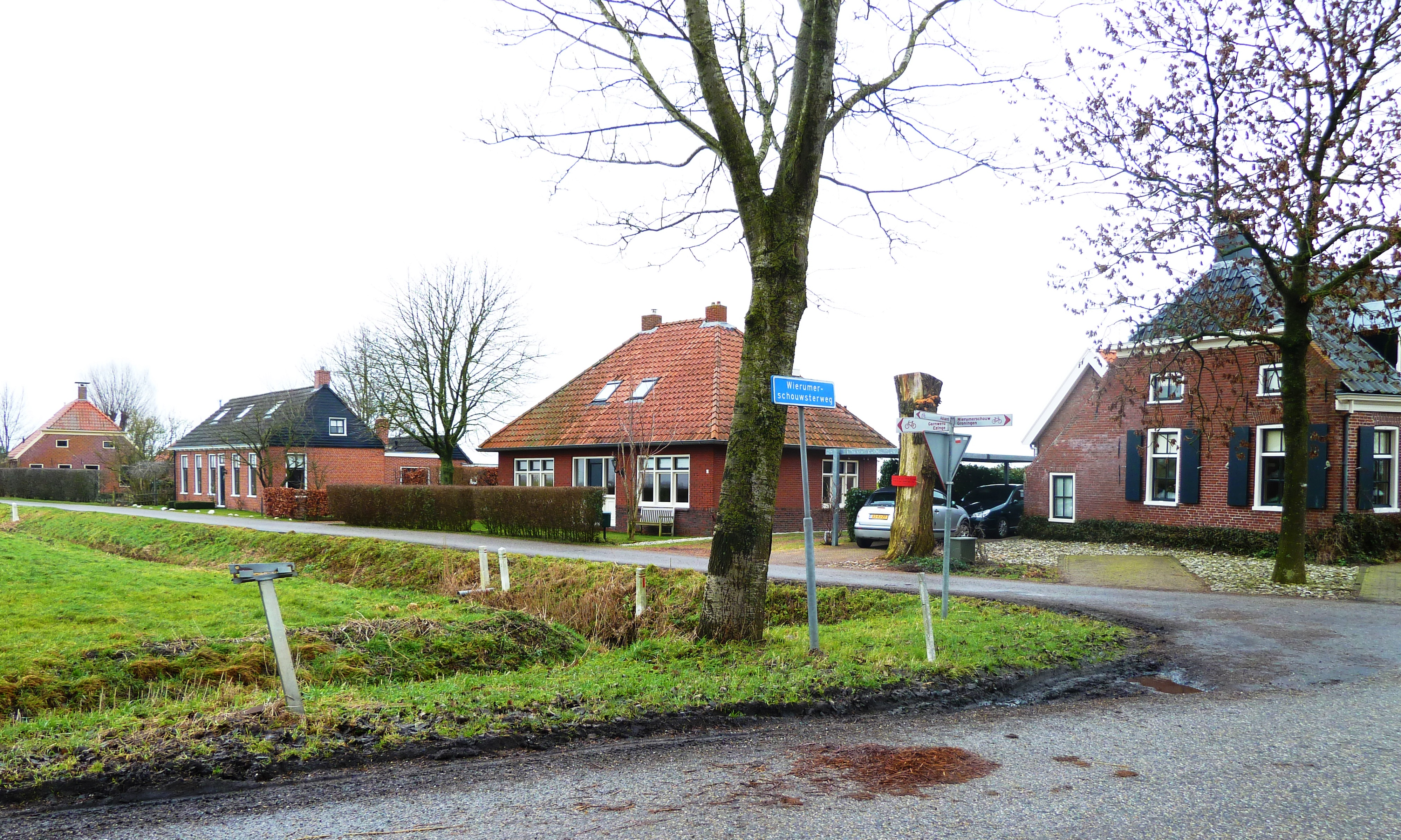
Huizen aan de Scholleweg
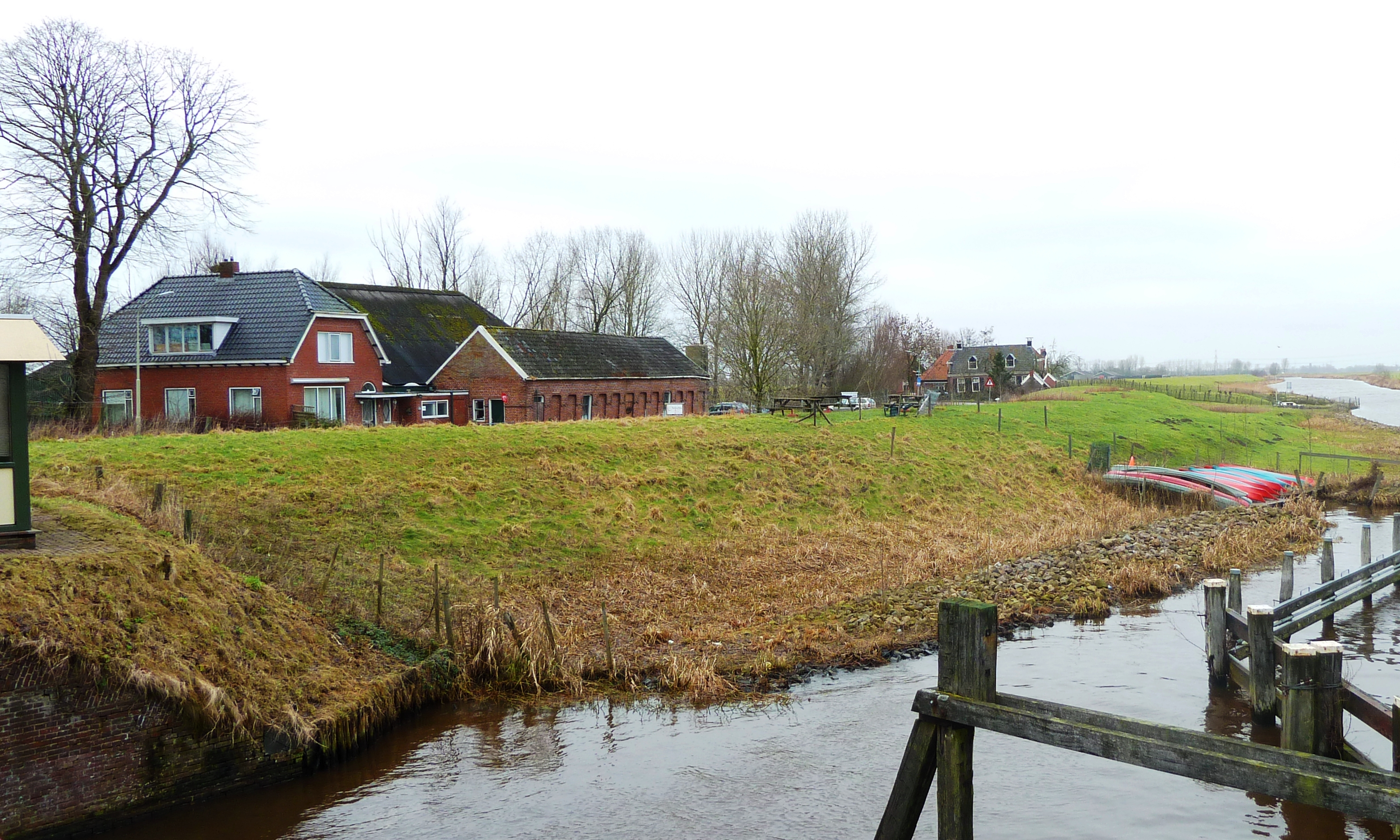
Huizen gezien over de Reitdiepdijk met links de doorrit (close-up)
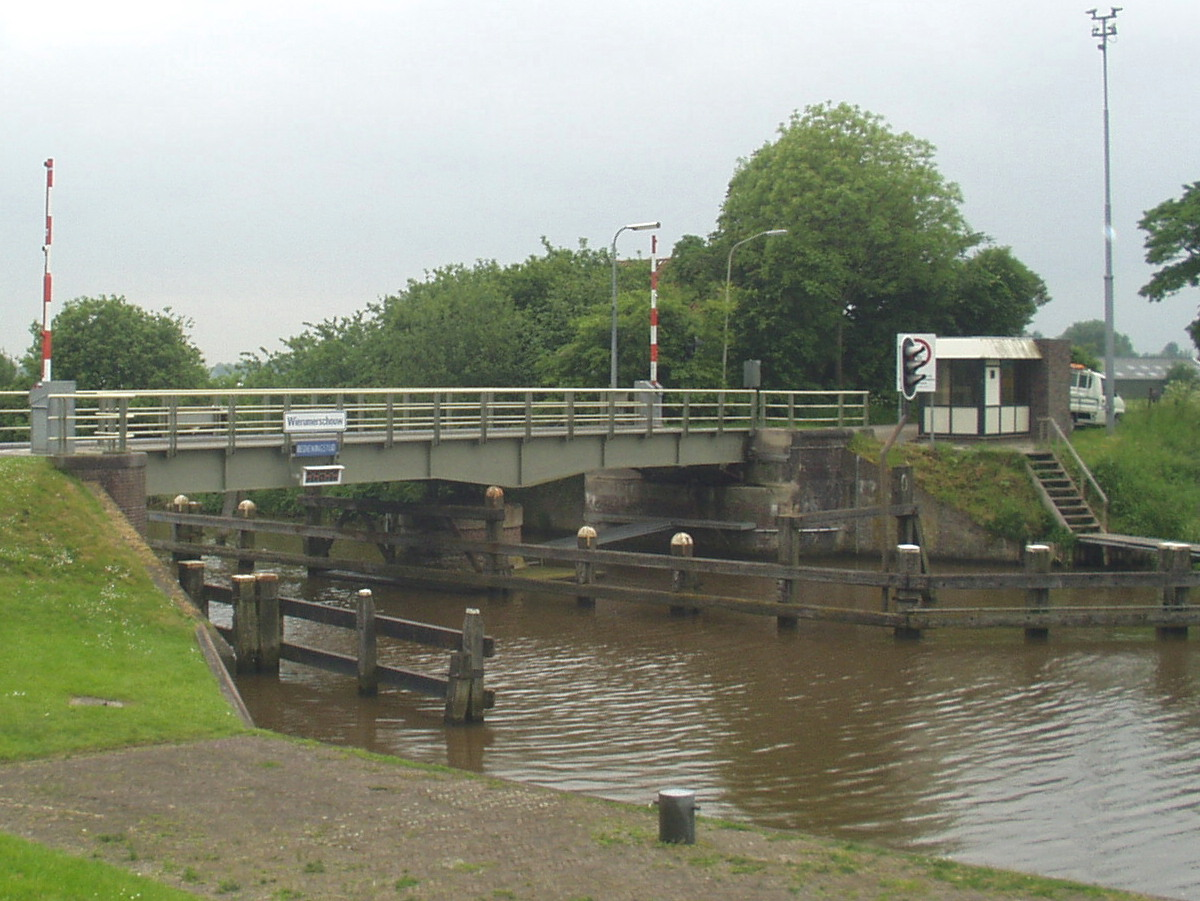
De Wierumerschouw
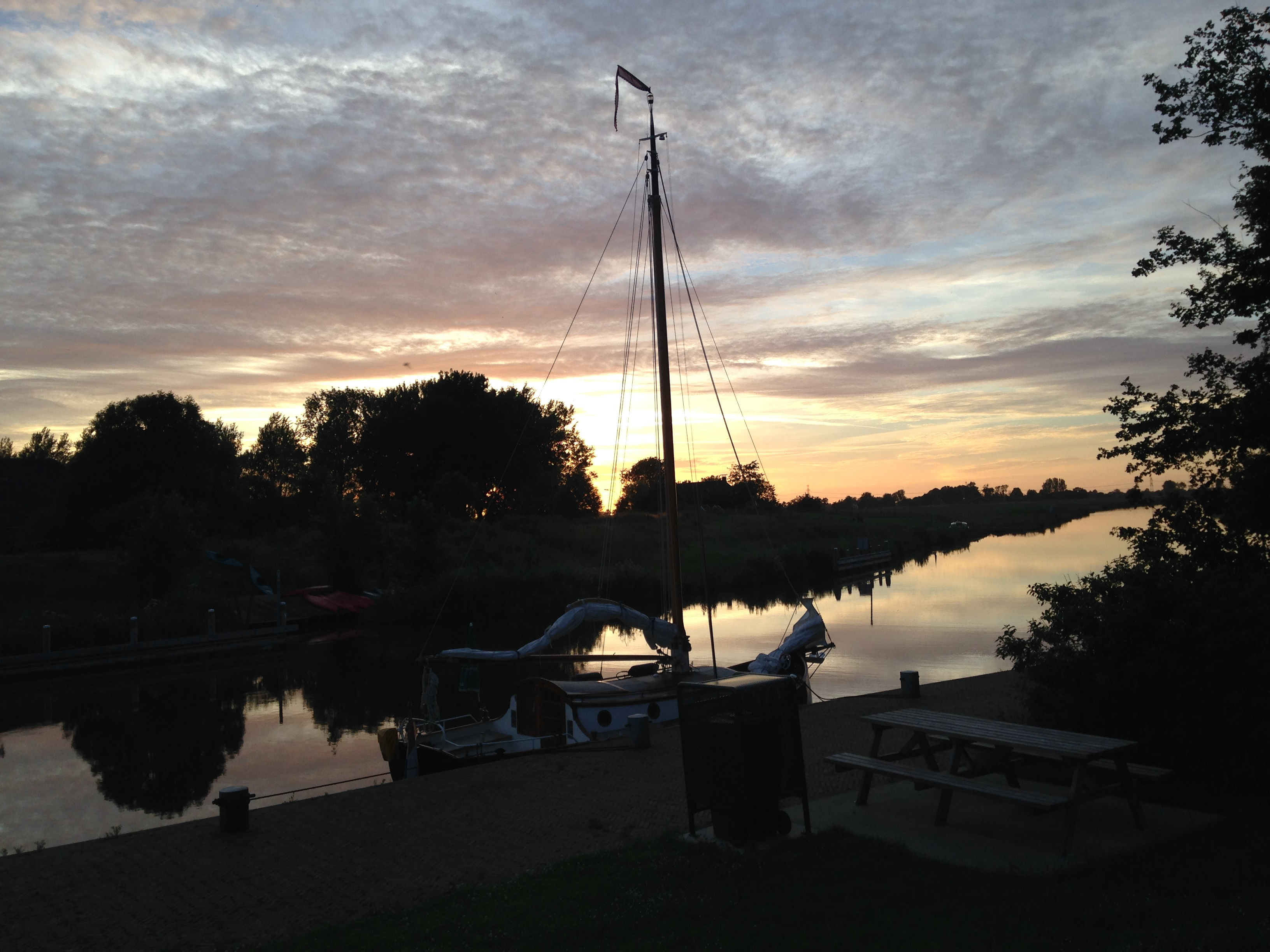
Uitzicht over de aanlegplaats in het Reitdiep